# Mas del Cogul
El mas del Cogul o Quadra Can Cogul és un mas del municipi de Sarral (Conca de Barberà) inclòs a l'Inventari del Patrimoni Arquitectònic de Catalunya. Està situat A 650 m d'altitud, al sector oriental de la Conca, sota el coll de Deogràcies. Podem anar al Cogul prenent a Montblanc la carretera que puja fins a Santa Coloma de Queralt. Abans de coronar el coll de Deogràcies, després de Rocafort de Queralt, a mà dreta hi ha la carretera que duu a Vallverd de Queralt. Al costat d'aquesta, just abans d'arribar a Vallverd, hi ha el mas de Cogul.
Aquest és un dels pocs exemples de la comarca de casa pairal amb capella dins el recinte. La construcció, de pedra irregular i grans dimensions, té poques obertures a les façanes laterals i posterior, mentre que a la façana principal s'obren balcons i una portada amb arc de mig punt rebaixat.
La capella, de traçat senzill, és de nau única i absis pla. A la façana conserva un rudimentari campanar d'espadanya i a l'interior es guarda una imatge de la Mare de Déu del Roser de tradició barroca.
Dins la capella es conserven dos altars barrocs del segle xviii.

## Història
El Cogul és des de fa segles un mas del terme de Vallverd (municipi de Sarral), però des del segle xi apareix documentat com a torre o castell. L'any 1172, Massalt, vídua de Guillem d'Aguiló —probable descendent de Robert Bordet, príncep de Tarragona, segons Miret i Sans—, juntament amb els seus fills, Berenguer, Guillem, Pere i Arnal, es donaren a l'orde de l'Hospital, i en el curs d'aquest acte, mitjançant testament, cediren a l'orde el mas del Cogul i Biure de Gaià. El 1190, Guillem d'Aguiló, probable fill de l'anterior, que continuava tenint certs drets sobre el lloc, cedí a l'Hospital els delmes de totes les terres del Cogul i Vallverd que cultivés l'orde.
L'any 1275 Guerau Alemany de Cervelló, que havia heretat drets sobre el Cogul i Vallverd, n'empenyorà les rendes i morí poc després de testar. El 1306, els seus marmessors van vendre aquells drets sobre Vallverd i el Cogul a l'Orde de l'Hospital per 22.000 sous. Per tal d'aconseguir la titularitat clara i neta sobre ambdós castells, l'orde va voler liquidar o obtenir la renúncia de tots els creditors. Tanmateix, la tasca no fou fàcil. En els anys següents se seguiren diverses reclamacions, sobretot per part de la filla de Guerau Alemany que demanà al sotsveguer de Montblanc l'anul·lació de la venda que havien fet els marmessors de son pare. Després d'un llarg plet, l'any 1338, una sentència condemnà l'orde de l'Hospital a satisfer 11.500 sous als demandants i a aquests a reconèixer els drets de l'orde sobre Vallverd i el Cogul, per raó de la venda. Finalment, l'any 1380, el gran Prior de Catalunya adquirí a l'infant primogènit la jurisdicció alta i baixa, civil i criminal, que el rei tenia sobre Vallverd i el Cogul.
Pel fet d'haver estat el mas del Cogul una antiga quadra del castell de Vallverd, com altres llocs de la Conca de Barberà (Barberà de la Conca, Pinetell, Biure de Gaià, Montbrió de la Marca, Vallverd, Pira i Ollers), el segle xviii pertanyia a la comanda hospitalera de Barberà. Aleshores, els hospitalers tenien com a castlà del Cogul a un tal Celdoni Matheu. Quan l'any 1701 el Gran Prior de Catalunya feu capbrevar aquests llocs, Joan Matheu —fill de Celdoni— figura com a batlle i únic cap de família que habitava el mas del Cogul. Els Matheu posseïen més del 75 per cent dels 300 jornals d'extensió que tenia la quadra. Curiosament, la resta de terres del Cogul, que no posseïen els Matheu sinó terratinents de Rocafort, pagaven de censos i altres càrregues senyorials molt més que no pas les d'aquell.
En el temps de l'esmentada capbrevació era carlà del Cogul l'aleshores veguer de Montblanc, Ignasi de Pontarró i Castellví, el qual, l'any 1717, va vendre a Joan Matheu la castlania del Cogul per 430 lliures. És probable que entre els Matheu del Cogul i els Pontarró de Montblanc hi hagués una relació de parentiu o una gran amistat, ja que el 13 de maig de 1713 Ignasi de Pontarró, apadrinà Maria Ignàsia, filla dels primers.

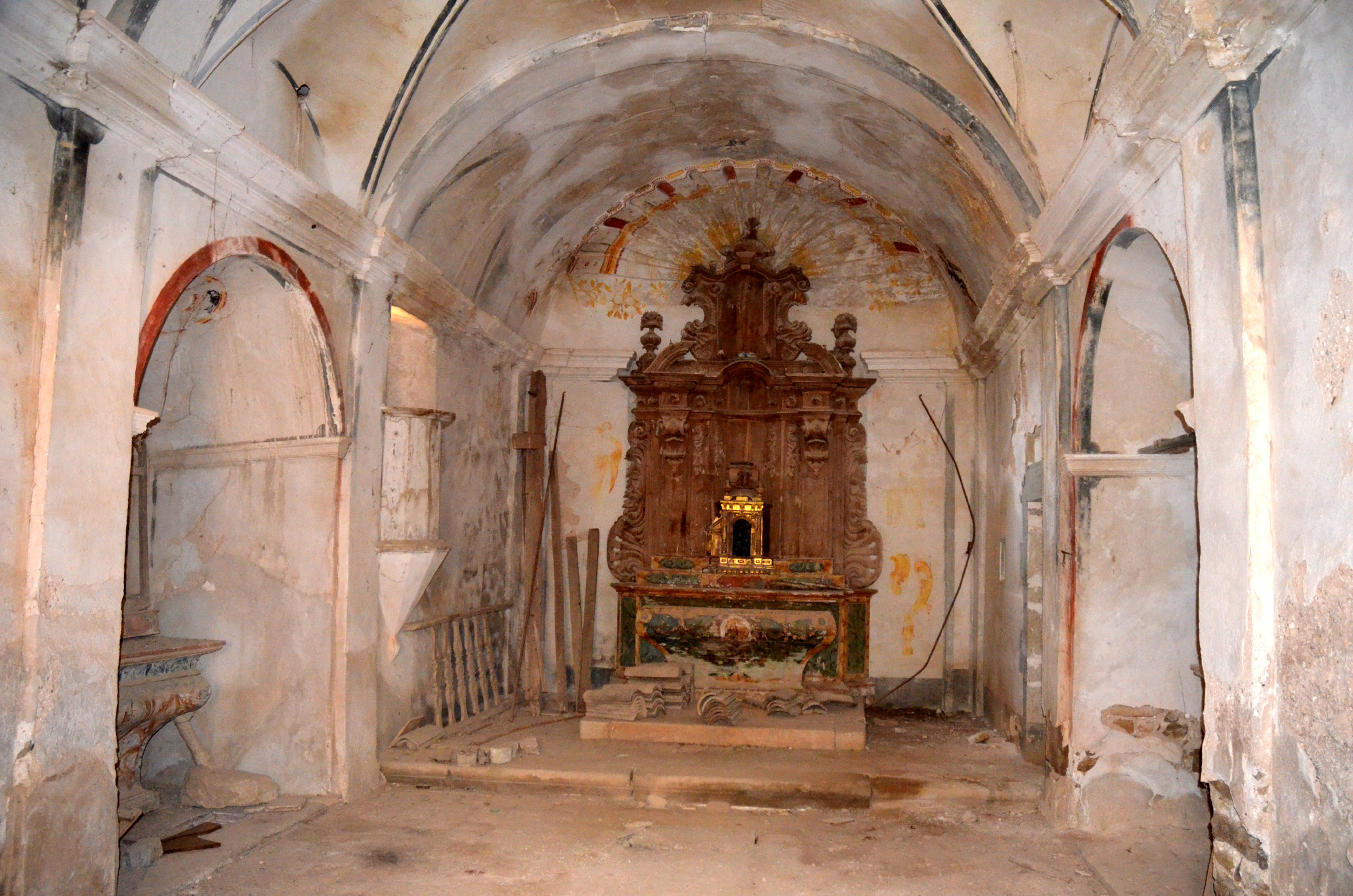
La capella del mas del Cogul, any 2014.

## Arquitectura
L'actual mas del Cogul conserva (bastant deteriorades) les construccions dels segles xviii i xix (no sembla que quedin estructures antigues), època en què el lloc esdevingué una gran hisenda. Formen el mas un grup d'edificis: el mas pròpiament dit, situat al mig, és el més important i on es troben la residència i els serveis més domèstics; als costats de ponent i del nord s'hi ajunten altres edificis que el complementen; per acabar, al davant de l'edifici principal, costat de migdia, hi ha una capella exempta.
L'edifici central és de planta més o menys quadrada i amb la façana principal a migdia. Situada vers ponent de la façana, s'obre la porta principal que té l'arc de mig punt dovellat amb la data de 1803 a la clau. Als baixos hi ha els serveis típics d'una casa de camp: cups, estables, solls, forn... i l'escala per accedir a la planta noble. Aquí, com d'habitud, hi trobem la peça més important i simbòlica de la masia catalana: la sala. És una estança gran, amb tres balcons oberts a migdia, al costat oest adossada a la paret, una aigüera de pedra amb lleixes al damunt i un aiguamans de ceràmica barroca catalana. Al voltant diverses habitacions amb balcó o finestra a l'exterior. De totes elles, la més important (el "quarto bo"), està situada a la banda ponentina de la sala. És una habitació amb alcova d'arcada rococó emmotllurada i balcó a la façana principal. Dalt de tot, a les golfes hi ha diverses dependències amb cassals per al gra i altres productes de la terra. Aquest edifici principal va cobert amb teulada de quatre vessants.
La capella, que està dedicada a la Mare de Déu del Roser, és una peça d'una grandària considerable, poc habitual en una capella privada. Té la porta al peu, oberta davant per davant de la façana del mas. És d'arc pla amb una llinda monolítica que porta gravada la data de 1760 al mig; és per tant, una construcció del barroc tardà. La nau és de planta rectangular coberta per una volta de canó amb llunetes (lluneta), obrada amb rajola de pla (volta catalana). Està dividida en quatre trams marcats per un conjunt de pilastres i cornisa de guix. Hi tres altars barrocs o rococós de talla de fusta policromada, que al seu temps havien estat sumptuosos. Al presbiteri hi ha l'altar major, que té a sobre, imitant la volta d'un absis, una petxina de guix; als costats d'aquest element hi ha restes de pintura decorativa que representa dos angelets que serven garlandes florals. Els altres dos altars ocupen sengles arcosolis dels costats. Hi ha, també, un púlpit al costat de l'evangeli i al peu un cor elevat amb una balustrada de fusta. Malauradament, com tot el mas, el conjunt que un dia fou sumptuós avui presenta un estat deplorable. L'àmbit del mas quedava tancat per dues grans portalades situades una a llevant, entre la capella i la cantonada de l'edifici principal, i l'altra amb disposició semblant a l'extrem de ponent.